# Україна (Малопольське воєводство)
Україна (пол. Ukraina) — село в південній Польщі, що знаходиться у Горлицькому повіті Малопольського воєводства. Село входить в солтиства Сітниця.

## Географія
Село знаходиться в 10 км від адміністративного центру міста Беч, в 13 км від міста Горлиці і в 92 км від Кракова.

## Історія
В 1975—1988 рр. село належало до Коросненського воєводства.